# Bo Åhlén
Bo Gustav Åhlén, född 18 mars 1931 i Stockholm, död 23 augusti 2023 i Älvsjö, var en svensk friidrottare (sprinter).
Åhlén tog SM-guld på 200 meter 1952. Han tävlade för UoIF Matteuspojkarna.